# Theope devriesi
Espèce
Theope devriesi est une espèce d'insectes lépidoptères de la famille des Riodinidae et du genre Theope.

## Taxonomie
Theope devriesi a été décrit par Jason Piers Wilton Hall et Keith Richard Willmott (d) en 1996.
Theope devriesi a été nommé en l'honneur du botaniste néerlandais Hugo de Vries.

### Nom vernaculaire
Theope devriesi se nomme DeVries Theope en anglais.

## Description
Theope devriesi est un papillon au dessus des ailes bleu clair métallisé veinées de marron avec aux ailes antérieures de larges bordures costale et externe marron, alors que les ailes postérieures sont totalement de couleur bleue veiné de marron.
Le revers est jaune d'or.

### Chenille
La chenille, de forme ovoïde, est de couleur blanc nacré.

## Écologie et distribution
Theope devriesi est présent à Panama, au Costa Rica, au Guatemala et en Équateur.

### Protection
Pas de statut de protection particulier.